# Platysenta detrecta
Platysenta detrecta là một loài bướm đêm trong họ Noctuidae.